# بيل مونتي
بيل مونتي (بالإنجليزية: Bill Monti)‏ هو لاعب اتحاد الرغبي أسترالي، ولد في 30 يونيو 1914 في Richmond River ‏ في أستراليا، وتوفي في 1977.